# Dorfkirche Hainspitz

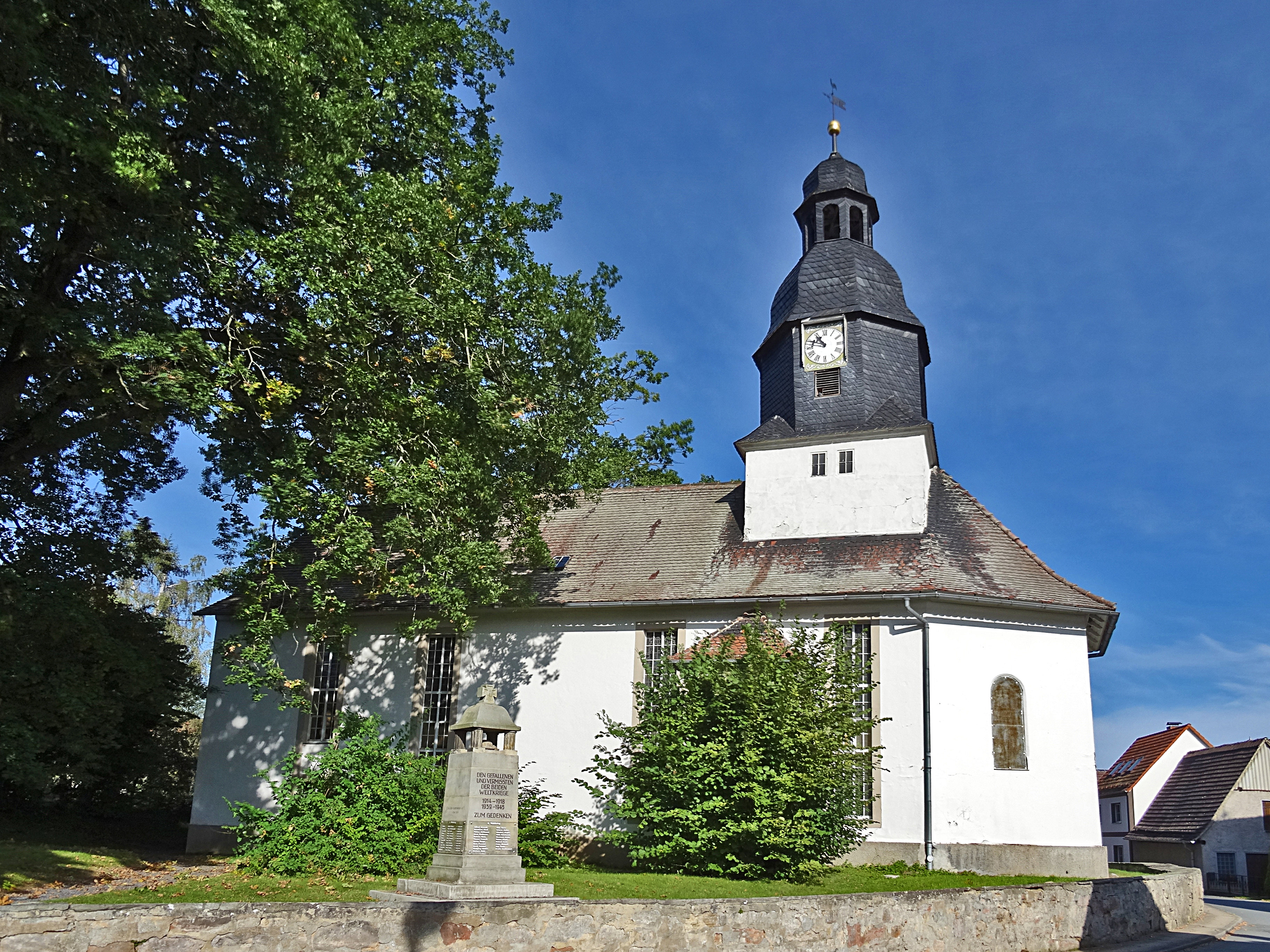
Die Kirche

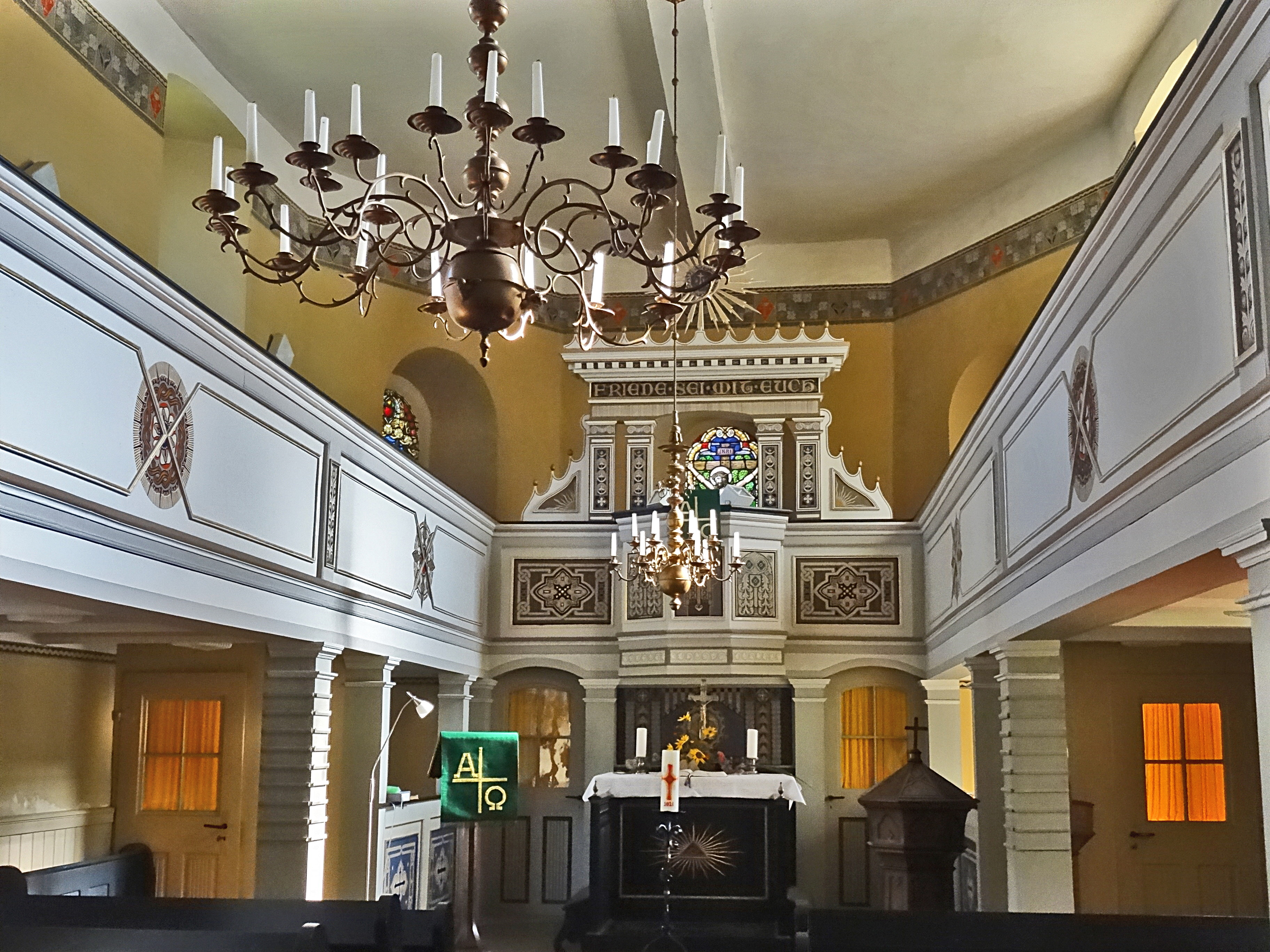
Innenansicht

Die Dorfkirche Hainspitz steht in der Gemeinde Hainspitz im Saale-Holzland-Kreis in Thüringen. Sie gehört zum Pfarrbereich Eisenberg-Crossen im Kirchenkreis Eisenberg der Evangelischen Kirche in Mitteldeutschland.

## Lage
Die Kirche befindet sich zentral im Ortsteil und liegt westlich der Bundesautobahn 9 sowie westlich der Stadtgrenze Eisenbergs. 

## Geschichte
Im 12. Jahrhundert liegen wohl die Ursprünge dieser Saalkirche mit polygonalem Chor und östlichen großem Dachreiter.
Umbauten im 18. und 19. Jahrhundert prägen das heutige Bild der Kirche. Das Portal befindet sich im Westen mit dem 1914 gebauten Säulenportikus.

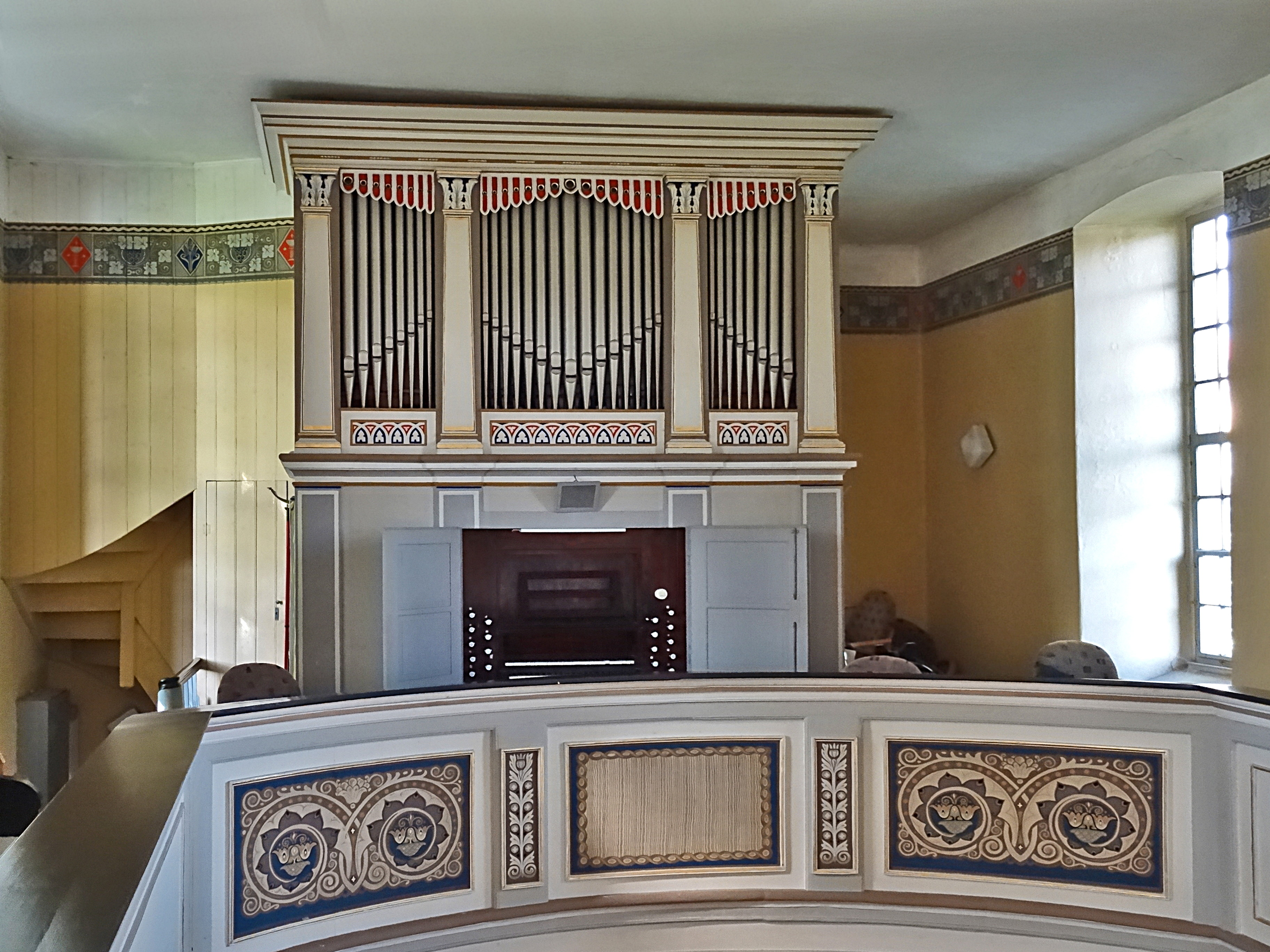
Die Orgel

## Ausstattung
Dort befindet sich eine umlaufende Empore mit dem Kanzelaltar. Die Orgel von Christoph Opitz aus Dobra wurde 1848 eingebaut und besitzt insgesamt 14 Register auf 2 Manualen und Pedal.
Der kniende Taufengel aus dem 19. Jahrhundert und die Glocke von 1518 sind Kostbarkeiten der evangelischen Kultur.